# Antonio José Valín Valdés
Antonio José Valín Valdés (Riba d'Eu, 24 de fevereiro de 1968) é um prelado espanhol da Igreja Católica, atual bispo de Tui-Vigo.

## Biografia
Obteve o bacharelado e a pós-graduação em teologia no Instituto Teológico Compostelano (1986-1992) e o mestrado em comunicação cristã pela Universidade Pontifícia de Salamanca. Foi formador e professor no Seminário de Mondoñedo. Recebeu a ordenação presbiteral em 14 de fevereiro de 1993, sendo incardinado na Diocese de Mondoñedo-Ferrol.
Foi pároco de San Sadurniño, diretor da Residencia Universitaria de la Domus Ecclesiae de Ferrol e reitor do Seminário Menor de Mondoñedo (1999); diretor espiritual do Seminário Maior (2006); pároco de Santiago de Foz e outras comunidades paroquiais (2012); arcipreste de Mondoñedo (2012-2019); secretário de Pastoral (2015); membro do Colégio de Consultores (2012-2020); vigário episcopal para a Evangelização (2017); cônego da Catedral (2018); membro do Conselho Pastoral (2019); de 2019 a 2024, vigário-geral e Moderador da Cúria, administrador diocesano (2020) e membro do Conselho Presbiteral (2021).
Foi administrador diocesano durante quase um ano entre 2020 e 2021, no período de sede vacante, após a transferência de Luis Ángel de las Heras até a chegada de Fernando García Cadiñanos.
Em 25 de maio de 2024, o Papa Francisco o nomeou como bispo da Diocese de Tui-Vigo. Recebeu a ordenação episcopal em 20 de julho do mesmo ano, na Catedral de Santa Maria de Tui, de Francisco José Prieto Fernández, arcebispo de Santiago de Compostela, coadjuvado por Bernardito Cleopas Auza, núncio apostólico na Espanha e Andorra e por Luis Ángel de las Heras Berzal, C.M.F., bispo de León.